# Gabardini G.51
Il Gabardini G.51 era un biplano monomotore biposto italiano da addestramento acrobatico. Progettato nel 1925 e costruito in 10 esemplari, inizialmente dall'Aeronautica Gabardini venne impiegato come addestratore dalla scuola di volo di Giuseppe Gabardini a Cameri e fu poi ritirato dal servizio nel 1935.

## Storia del progetto
Giuseppe Gabardini, artista di formazione, aveva costruito il suo primo aeroplano nel 1912; durante la prima guerra mondiale, poi, aveva legato la sua notorietà alla scuola di pilotaggio di Cameri, dalla quale sarebbero usciti tra il 1915 e il 1918 circa 1 100 o 2 000 piloti brevettati.
La progettazione di quello che sarebbe divenuto il Gabardini G.51, concepito come successore del G.8 e del G.50 (entrambi gravati da pericolosi cedimenti strutturali), avvenne nel 1925 ad opera di Achille Landini, già pilota collaudatore della Società Italiana Aviazione (SIA), e di Enrico Silvio Rolandi.

## Tecnica

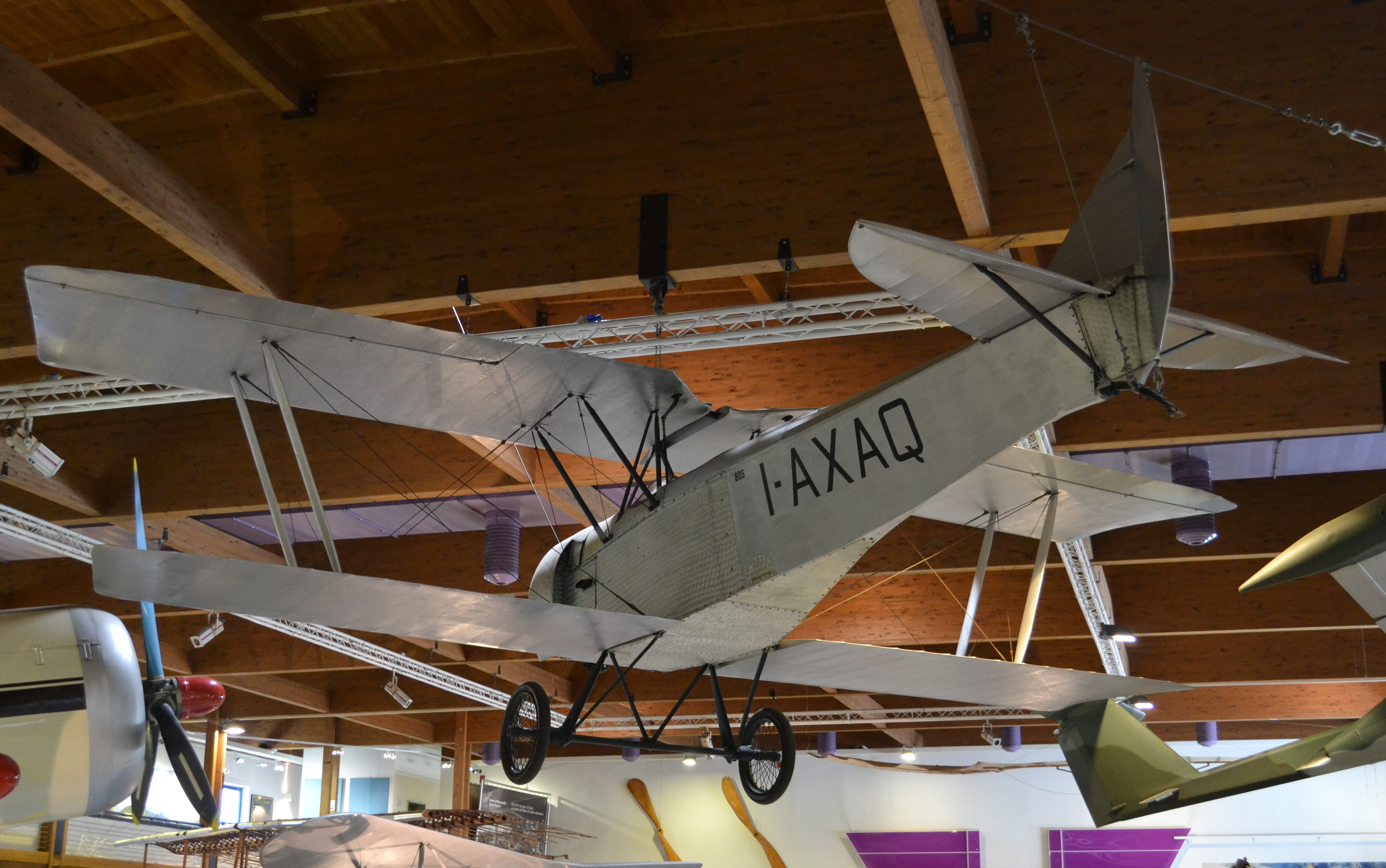
Vista posteriore del G.51 del Museo dell'Aeronautica Gianni Caproni.

Il Gabardini G.51 era un biplano monomotore con due posti in tandem, dall'architettura generale piuttosto tradizionale.
La fusoliera era basata su una struttura metallica in tubi d'acciaio saldati, la quale era coperta da una sottile lamiera metallica nella parte anteriore dell'aereo e da un rivestimento in tela nella parte posteriore. Le ali, rivestite in tela, avevano invece struttura mista, essendo basate su longheroni metallici e centine in legno. Gli impennaggi e gli alettoni (questi ultimi collocati solo sull'ala superiore, di apertura leggermente maggiore rispetto all'inferiore) avevano una struttura in tubi metallici rivestita in tela.
Il carrello d'atterraggio, di tipo triciclo posteriore, era formato da due ruote anteriori con ammortizzatori a elastico e da un pattino di coda.
Il motore era un Le Rhône 9J: si trattava di un residuato bellico di origine francese, un rotativo a 9 cilindri in grado di sviluppare una potenza di 120 CV che azionava un'elica lignea bipala a passo fisso.

## Impiego operativo
Tutti i G.51 costruiti vennero impiegati dalla scuola di volo di Cameri tra la metà degli anni venti e la metà degli anni trenta, l'azienda di Gabardini venendo liquidata tra il 1934 e il 1935.
Vennero costruiti e immatricolati 10 biplani G.51. 4 di essi, tra il 1927 e il 1930, subirono incidenti che misero prematuramente fine alla loro vita operativa, mentre gli altri sei non vennero ritirati dal servizio che nel 1935.

## Esemplari attualmente esistenti
Un Gabardini G.51bis, il 9º esemplare prodotto della serie G.51, è conservato presso il Museo dell'Aeronautica Gianni Caproni di Trento. Costruito nel 1928 e impiegato dalla scuola di Cameri come addestratore acrobatico fino al novembre 1935, esso venne poi conservato in un magazzino fino a quando, nel 1988, non venne portato a Rovereto per essere restaurato. Nel corso di tale restauro (che vide anche la ricostruzione di alcune parti andate perdute come, ad esempio, i montanti interalari) il motore poté essere fatto funzionare e anche l'efficienza dei controlli di volo e degli impianti di bordo fu ripristinata, cosicché l'aereo è potenzialmente in condizioni di volo.